# 1907年德國聯邦選舉

選舉地圖

聯邦選舉於1907年1月25日在德國舉行。儘管社會民主黨（SPD）獲得了明顯的多數票，但他們受到偏愛農村席位的不平等選區規模的阻礙。結果，中央黨在贏得397個席位中的101個後仍然是帝國議會中最大的政黨，而社民黨僅贏得了43個。[3]選民投票率為84.7%。
這次選舉被稱為“霍屯督（Hottentot）選舉”，原因是德國在德屬西南非洲對科伊桑人進行的種族滅絕醜聞。